# Frequencies
Frequencies — дебютный альбом британского техно-дуэта LFO, выпущенный в 1991 году на лейблах Warp Records и Tommy Boy Records.

## Об альбоме
Американское и британское издания отличаются расположением композиции «Track 14». Так, в релизе от Tommy Boy она стоит между треками «We Are Back» и «Tan Ta Ra», а в британском издании — четырнадцатая (то есть последняя).

## Список композиций
1. «Intro» — 2:24
2. «LFO» (Белл, Варли, Уильямс) — 3:26
3. «Simon from Sydney» — 5:05
4. «Nurture» — 4:40
5. «Freeze» — 3:56
6. «We Are Back» — 4:45
7. «Tan Ta Ra» — 4:29
8. «You Have To Understand» — 4:04
9. «El Ef Oh!» — 3:49
10. «Love Is the Message» — 3:45
11. «Mentok 1» — 4:17
12. «Think a Moment» — 3:27
13. «Groovy Distortion» — 3:28
14. «Track 14» — 2:57